# Anisogaster nigrostrigatus
Anisogaster nigrostrigatus là một loài bọ cánh cứng trong họ Cerambycidae.